# Цариградски тетрарси
Цариградски тетрарси  је скулптура од тамно-црвеног порфира, која је направљена у Цариграду, почетком VI века. Током четвртог крсташког рата и заузећа Цариграда 1204. године, скулптура је украдена и Млечани су је пренели у Венецију, тако да данас краси јужно прочеље цркве Светог Марка.
Скулптура се првобитно налазила на цариградском Капитолу, у склопу Филаделфиона, на чијем улазу су били уклесани у два стуба, са по два тетрарха на једном стубу. Током археолошких истраживања обављаних 1960. године у близини Бодрум џамије, која је заправо византијска црква Мирелеон из IX века, пронађен је фрагмент скулптуре (део ноге једног од тетрарха) који недостаје великој композицији. Овај фрагмент се данас чува у Археолошком музеју у Цариграду, док је на оригиналној скулптури тај део реконструисан од белог мермера.